# Řípec
Řípec (en allemand : Ripetz) est une commune du district de Tábor, dans la région de Bohême-du-Sud, en République tchèque. Sa population s'élevait à 335 habitants en 2020.

## Géographie
Řípec se trouve à 6 km au sud-sud-est du centre de Soběslav, à 23 km au sud-sud-est de Tábor, à 33 km au nord-est de České Budějovice et à 99 km au sud-sud-est de Prague.
La commune est limitée par Soběslav au nord, par Doňov à l'est, par Zlukov et Veselí nad Lužnicí au sud, et par Žíšov et Dráchov à l'ouest.

## Histoire
La première mention écrite de la localité date de 1363.